# Kanton Verteillac
Kanton Verteillac (francouzsky Canton de Verteillac) je francouzský kanton v departementu Dordogne v regionu Akvitánie. Tvoří ho 17 obcí.

## Obce kantonu
- Bertric-Burée
- Bourg-des-Maisons
- Bouteilles-Saint-Sébastien
- Cercles
- Champagne-et-Fontaine
- La Chapelle-Grésignac
- La Chapelle-Montabourlet
- Cherval
- Coutures
- Gout-Rossignol
- Lusignac
- Nanteuil-Auriac-de-Bourzac
- Saint-Martial-Viveyrol
- Saint-Paul-Lizonne
- La Tour-Blanche
- Vendoire
- Verteillac